# パリ条約 (1879年8月21日)
パリ条約（パリじょうやく、スペイン語: Tratado de Paris）は1879年8月21日にパリで締結された、スペインとボリビアの間の条約。条約により、スペインはボリビアの独立を承認、両国の外交関係を樹立した。両国の関係は1864年から1866年までのチンチャ諸島戦争以降、緊張が続いた。